# Кресты (Долговицкая волость)
Кресты — деревня в Куньинском районе Псковской области России. Входит в состав Пухновской волости.

## География
Расположена на берегу реки Западная Двина (на границе с Тверской областью), в 74 км к юго-востоку от районного центра, посёлка городского типа Кунья и в 6 км к востоку от бывшего волостного центра, деревни Долговица.

## Население
| 2001 | 2002 | 2010 |
| ---- | ---- | ---- |
| 217  | ↘164 | ↘130 |

Численность населения деревни по оценке на начало 2001 года составляла 217 жителей.

## История
С января 1995 до декабря 2005 года деревня входила в бывшую Крестовскую волость в качестве её административного центра, с января 2006 до апреля 2015 года — в состав ныне упразднённой Долговицкой волости.
В деревне родился и жил Герой Советского Союза Мирон Коробешко.